# Sainte-Marguerite-des-Loges
Sainte-Marguerite-des-Loges település Franciaországban, Calvados megyében. Lakosainak száma 181 fő (2018. január 1.). Sainte-Marguerite-des-Loges Bellou, Cheffreville-Tonnencourt, Livarot, Le Mesnil-Durand, Le Mesnil-Germain, Notre-Dame-de-Courson és Saint-Ouen-le-Houx községekkel határos.

## Népesség
A település népessége az elmúlt években az alábbi módon változott:
| Lakosok száma | 218  | 194  | 172  | 161  | 163  | 192  | 188  | 183  | 183  | 181  |
|               | 1962 | 1968 | 1982 | 1990 | 1999 | 2008 | 2011 | 2013 | 2017 | 2018 |